# The Real Thing (Dizzy-Gillespie-Album)
The Real Thing ist ein Jazzalbum von Dizzy Gillespie. Die im Dezember 1969 und/oder Januar 1970 entstandenen Aufnahmen erschienen 1970 auf Perception Records. Im Februar 2023 wurde es auf BBE Music als Teil der Perception/Today Records-Serie neu herausgegeben.

## Hintergrund
Nach einer Reihe von Bigband-Alben wie It’s My Way, Cornucopia und Sweet Soul (1969) verkleinerte Dizzy Gillspie sein Orchester zu einem Sextett. The Real Thing war eines von zwei Alben des Trompeters Dizzy Gillespie, das 1970 bei Perception Records veröffentlicht wurde, gefolgt von Portrait of Jenny. Das Album enthält hauptsächlich von Mike Longo verfasste Stücke. Neben Mike Longo (Piano) spielten u. a. James Moody am Tenorsaxophon, Eric Gale oder George Davis junior an der Gitarre, Phil Upchurch am Bass und Candy Finch (bzw. David Lee oder Bernard Purdie) am Schlagzeug.

## Titelliste
- Dizzy Gillespie: The Real Thing (Perception PLP2)[1]

1. N'Bani (Dizzy Gillespie) 4:05
2. Matrix 4:04
3. Alligator 5:05
4. Closer (George Davis) 3:11
5. Soul Kiss 4:07
6. High on a Cloud (Fred Norman / Cliff Owens) 3:20
7. Summertime (Gershwin) 3:46
8. Let Me Outta Here 5:13
9. Ding-A-Ling 5:04

Wenn nicht anders vermerkt, stammen die Kompositionen von Mike Longo.

## Rezeption
Nach Ansicht von Dean Van Nguyen (Daily Bandcamp) ist The Real Thing, mit seinem regelmäßigen Mitarbeiter James Moody aufgenommen, ein ungewöhnliches Album in Gillespies „heiligem Kanon“. Musikalisch könne man dies „Post-Bitches-Brew-Fieber“ nennen, hätten doch Funk-Stücke wie „Alligator“ eine harte Kante, während „N’Bani“ eine Rhythmusgitarre im Afrobeat-Stil und einen Psychedelic-Lead einsetze. Doch inmitten dieser modernistischen Experimente gebe es eine Version von George Gershwins beständigem „Summertime“; Dizzy Gillespies Trompetenspiel klinge darin so weich und ansprechend, wie man es von einem sanften Standard erwarten würde.